# 88071 Taniguchijiro
88071 Taniguchijiro è un asteroide della fascia principale. Scoperto nel 2000, presenta un'orbita caratterizzata da un semiasse maggiore pari a 3,3790505 UA e da un'eccentricità di 0,1802455, inclinata di 22,51270° rispetto all'eclittica.